# Gonomyia (Leiponeura) flavocostalis
Gonomyia (Leiponeura) flavocostalis is een tweevleugelige uit de familie steltmuggen (Limoniidae). De soort komt voor in het Palearctisch gebied.